# 浄輪寺
浄輪寺（じょうりんじ）は、東京都新宿区弁天町にある日蓮宗の寺院。旧本山は池上本門寺。池上・大久保法縁。

## 歴史
同寺は慶長17年（1612年）、江戸城付近にて、毘沙門天を携えた近江国（現在の滋賀県）佐々木氏の末裔により創建された。寛永12年（1635年）に現在地に移転する。
境内には毘沙門堂の他、江戸時代の和算家・関孝和の墓がある（1958年、東京都史跡に指定）。

## 主な施設
- 本堂
- 毘沙門堂
- 墓地

## アクセス
- 都営大江戸線牛込柳町駅から徒歩6分
- 東京メトロ東西線早稲田駅から徒歩8分